# Lucas Dumont
Lucas Dumont (* 8. Juni 1997 in Leonberg) ist ein deutscher Eishockeyspieler, der seit Mai 2022 bei den Grizzlys Wolfsburg aus der Deutschen Eishockey Liga (DEL) unter Vertrag steht und dort auf der Position des Flügelstürmers spielt. Zuvor war Dumont bereits für die Kölner Haie in der DEL aktiv.

## Karriere
Lucas Dumont begann erst mit dem Fußball spielen, bevor er sich als Achtjähriger dem Eishockeyverein aus seiner Heimatregion, dem SC Bietigheim-Bissingen, anschloss. Mit dem Verein spielte er in der Schüler-Bundesliga für die unter 16-Jährigen und war in der Saison 2012/13 der punktbeste Spieler seiner Mannschaft. In der folgenden Saison 2013/14 war er für den Verein aus dem Stuttgarter Umland in der Jugend-Bundesliga aktiv. In der damaligen Ligenstruktur war die Jugend-Bundesliga die zweithöchste Spielklasse im deutschen Eishockeynachwuchs. Dumont gewann mit Bietigheim-Bissingen die Meisterschaft in dieser Spielzeit und war dabei der punktbeste Spieler der gesamten Liga. Für die Saison 2014/15 wechselte er zur Nachwuchsmannschaft der Kölner Haie, die in der Deutschen Nachwuchsliga (DNL) aktiv war. Mit den Kölnern erreichte er das Playoff-Finale dieser Saison. In der folgenden Spielzeit spielte er weiterhin für das Nachwuchsteam aus der Domstadt, erreichte mit diesem den zweiten Platz nach der Vorrunde und war abermals der punktbeste Spieler seiner Mannschaft.

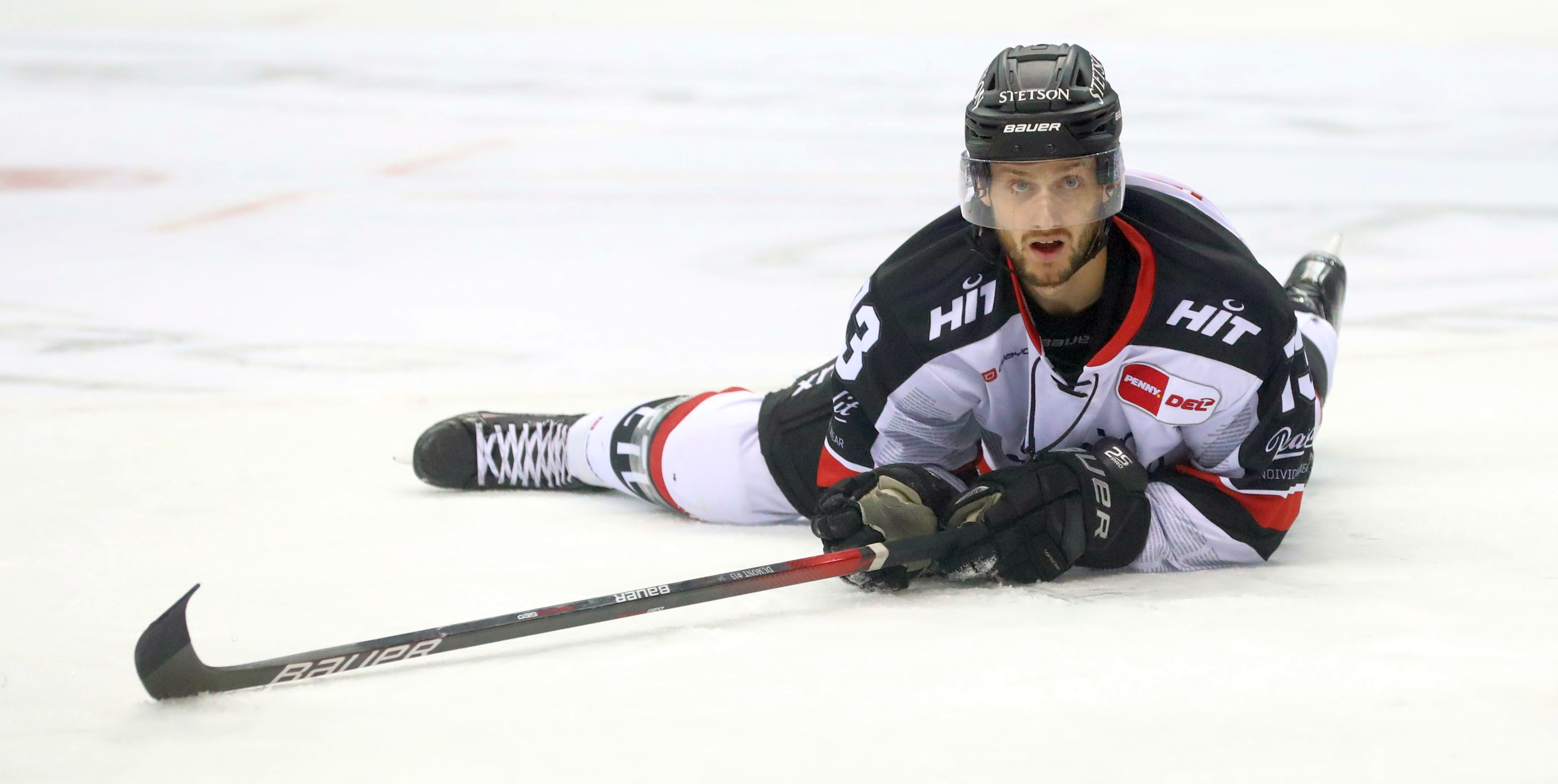
Dumont im Trikot der Kölner Haie (2021)

Für die folgende Saison wurde Dumont von der Profimannschaft der Kölner Haie verpflichtet, kam aber nur für den damaligen DEL2-Kooperationspartner der Haie, die Dresdner Eislöwen, zum Einsatz. Für die Eislöwen absolvierte er 37 DEL2-Spiele, bevor er sich zum Saisonende hin verletzte. Zur Saison 2017/18 wechselten die Haie ihren DEL2-Kooperationspartner und arbeiteten für diese Spielzeit mit dem amtierenden DEL2-Meister Löwen Frankfurt zusammen. Auch an den hessischen Klub wurde Dumont ausgeliehen und erreichte mit dem Verein das Playoff-Halbfinale. Dabei konnte er im entscheidenden Spiel des Viertelfinales im Duell mit dem Lokalrivalen Kassel Huskies den wichtigen Ausgleichstreffer erzielen. Aber auch für seinen Stammverein Kölner Haie hatte er in der Saison 2017/18 seine ersten Einsätze in der Deutschen Eishockey Liga (DEL). Sein erstes DEL-Spiel absolvierte er im Oktober 2017 gegen die Eisbären Berlin. Am 7. Dezember 2017 erzielte er im Spiel gegen die Schwenninger Wild Wings sein erstes DEL-Tor.
Zur Saison 2018/19 wurde Dumont vom damaligen Haie-Trainer Peter Draisaitl für die vierte Angriffsreihe mit Kai Hospelt und Alexander Oblinger vorgesehen. Im Laufe der Vorrunde konnte er sich durch seine Leistungen einen Stammplatz im Team der Kölner Haie erobern. Zur Saison 2022/23 wechselte Dumont innerhalb der DEL zu den Grizzlys Wolfsburg. Er unterschrieb dort einen Vertrag über zwei Jahre.

### International
Obwohl seine Eltern Franzosen sind, nahm Lucas Dumont die deutsche Staatsangehörigkeit an und nahm im Dezember 2016 für die deutsche U20-Nationalmannschaft an der U20-Junioren Eishockey-Weltmeisterschaft 2017 der Division I in Bremerhaven teil. Im Spiel gegen den späteren Division-Sieger Belarus, welches Deutschland mit 4:3 gewann, konnte er ein Tor erzielen. Im Januar 2019 wurde er vom Bundestrainer Toni Söderholm in das „Perspetiv-Team Peking“ eingeladen.

## Erfolge und Auszeichnungen
- 2014 Deutscher Jugendmeister mit dem SC Bietigheim-Bissingen

## Karrierestatistik
Stand: Ende der Saison 2024/25

### International
Vertrat Deutschland bei:
- U20-Junioren-Weltmeisterschaft der Division IA 2017

(Legende zur Spielerstatistik: Sp oder GP = absolvierte Spiele; T oder G = erzielte Tore; V oder A = erzielte Assists; Pkt oder Pts = erzielte Scorerpunkte; SM oder PIM = erhaltene Strafminuten; +/− = Plus/Minus-Bilanz; PP = erzielte Überzahltore; SH = erzielte Unterzahltore; GW = erzielte Siegtore; 1 Play-downs/Relegation; Kursiv: Statistik nicht vollständig)